# 古巴全国工人联盟

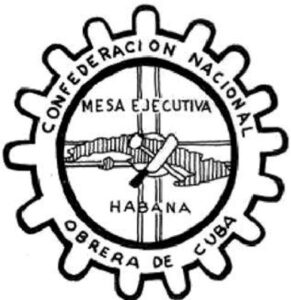
古巴全国工人联盟标志

古巴全国工人联盟（西班牙語：La Confederación Nacional Obrera de Cuba，缩写为CNOC）是古巴历史上的一个工会组织，被视为古巴第一个无产阶级工会中心。1925年8月2日—7日，该组织在卡马圭成立，由128个工会组成，创始人是阿尔弗雷多·洛佩斯。该组织致力于支持和推动古巴的工会运动和劳工斗争。
在古巴共产党的指导和无政府工团主义者的积极参与下，该组织发动两次著名的罢工：第一次发生于1933年8月，促使格拉多·马查多独裁政权垮台；第二次发生于1935年3月，但遭到富尔亨西奥·巴蒂斯塔—杰斐逊·卡弗里—卡洛斯·門迪埃塔政府的残酷镇压。由于这些事件，该组织被取缔，许多领导人被杀害或监禁。在这样的背景下，产生争取释放政治犯和工会合法化的秘密斗争。
1939年1月23日—28日，该组织与古巴其他工会组织合并为古巴工人联盟。